# Lessa (Zeithain)
Lessa ist ein rechtsseitig der Elbe gelegener Ortsteil der sächsischen Gemeinde Zeithain im Landkreis Meißen.

## Geografie
Lessa umfasst Zwei große Bauerngüter, die am südlichen Ortseingang von Bobersen gelegen sind und Liegt an der Elbe gegenüber von Riesaer Elbufer. Südlich von Lessa verläuft die Bundesstraße 169 über die der Ortsteil mit Riesa verbunden ist und die Bahnstrecken Riesa–Elsterwerda, Riesa–Falkenberg und Leipzig–Dresden. Um 1900 wurde Lessa als Bauernweiler mit Großblockflur beschrieben.

## Geschichte
Lessa wurde 1289 als Herrensitz des Heinricus de Lessowe erstmals erwähnt. In anderer Quelle wurde Lessa sogar schon am 19. Juli 1013 erwähnt, als König Heinrich II. dem durch feindliche Verwüstungen geschädigten Stift Meißen mehrere Dörfer, darunter im Gau „Daleminci“ das Dorf Glussi (Dep. Cap. Misn. Nr.1.- im C.S.11.1,25 fälschlich Glupp), wobei die Zuordnung zum heutigen Ort unsicher ist. Das anlautende G ging im Obersorbischen in unhörbares H über, welches schriftlich oft ganz wegfiel: Glussi – Lussi – Lessa.
Der Ortsname war mehrmaligen Änderungen unterzogen, so wurde Lessa im Jahr 1289 im Namen Heinricus de Lessowe genannt, 1342 Lezzowe, 1380 (um 1380) Leßau, 1464 Lesaw, 1472 Lessaw, 1555 Lesse, 1664 Leßa und Lößa im Jahr 1745. Das ursprüngliche Königsgut ging später an das Stift Meißen, bevor es später ein markgräfliches Lehn wurde. 1464 gehörte es mit beiden Gerichten zum Rittergut Grödel im Amt Hayn. Nach 1385 belehnte Landgraf Friedrich Zwei Riesaer Nonnen und eine im Heiligen Kreuz Kloster mit 60 gr. und 1ß jährlicher Zinsen in Villa Leßau mit Bewilligung der Brüder Hermann und Friedrich Karas. 1464 besitzen die von Schleinitz auf Grödel Dorf und Erbgericht. 1472 besitzt Tietze von Schleinitz 2 besessene Mann mit allen Gerichten in Lessa. Joachim von Schleinitz auf Skassa verkauft 1537 Zinsen dem Domkapitel Meißen. 1555 hat das Rittergut Skassa die Grundherrschaft in Lessa inne, bis Lessa 1696 wieder zum Rittergut Grödel kam. Dort blieb es bis zur Aufhebung der Patrimonialgerichte.
Lessa war bis 2001 nach Gröba gepfarrt, danach gehörte es zur Kirchgemeinde Riesa-West. Falls während eines Hochwassers jemand starb, gab es in Bobersen einen kleinen Friedhof, der der Gemeinde Bobersen gehörte und auf dem auch Lessaer Bürger ab 18. Februar 1763 beerdigt werden durften, nachdem sie dieses Recht vor Gericht erstritten hatten. Ursprünglich Lag Lessa zwischen den Fährhäusern und dem Eisenbahnviadukt und den zu Bobersen gehörenden Fährhäusern an der Elbe, wo sie Überschwemmungen und Eisfahrten direkt ausgesetzt waren. Im März 1784 wurde Lessa von einem verheerenden Hochwasser heimgesucht, bei dem ein Gutsbesitzer sein gesamtes Vieh außer einer Kuh verlor. 1799 und 1800 riss der Gutsbesitzer Johann Georg Kurze die Gebäude seines Gutes ab und ließ sie an der heutigen Stelle neu bauen. Nachdem die Gebäude seines damaligen Nachbars Johann Friedrich Zimmermann 1820 durch das Eis weggerissen wurden, folgte ihm dieser an die neue Stelle. 1827 erbaute Bobersen gemeinsam mit Lessa für 300 Thlr. ein Schulhaus. Vorher fand der Unterricht in gemieteten Räumen durch einen Wandelschullehrer statt, der für mehrere Orte zuständig war. Am 7. Oktober 1827 erfolgte die Weihe durch Pastor Johann Gotthelf Heinicke, 1840 erhielten in 2 Klassen 100 Schüler ihren Unterricht. Im Jahr 1925 waren 41 Einwohner von Lessa evangelisch-lutherisch und 1 Einwohner gehörte einer anderen Konfession an.
Am 23. April 1745 erhielt Graf von Wolfersdorff auf Grödel die Mitteljagt und Fasanerie auf Lößer Fluren und Gehölzen. Durch die Sächsische Landgemeindeordnung von 1838 erhielt das Dorf Eigenständigkeit als Landgemeinde. Ab 1856 wurde Lessa vom Gerichtsamt Riesa verwaltet und ab 1875 von der Amtshauptmannschaft Großenhain. Im Jahr 1936 wurde Lessa nach Bobersen eingemeindet.
Sachsen kam nach dem Zweiten Weltkrieg in die Sowjetische Besatzungszone und später zur DDR. Nach der Gebietsreform 1952 wurde Lessa dem Kreis Riesa im Bezirk Dresden zugeordnet. Nach der Deutschen Wiedervereinigung kamen Bobersen und Lessa zum wiedergegründeten Freistaat Sachsen. Die folgenden Gebietsreformen in Sachsen ordneten Bobersen mit Lessa 1994 dem Landkreis Riesa-Großenhain und 2008 dem Landkreis Meißen zu. Durch den Zusammenschluss von Röderau und Bobersen entstand 1994 die Gemeinde Röderau-Bobersen. Am 1. Juli 2002 wurde Röderau-Bobersen nach Zeithain eingemeindet.
Bei der Jahrhundertflut 2002 wurde Bobersen mit Lessa schwer getroffen. Am 16. August 2002 brach der Elbdamm bei Moritz und die Elbaue lief innerhalb kurzer Zeit zwischen Moritz, Promnitz, Röderau und Bobersen/Lessa voll. Die B169 wurde überspült und das Eisenbahnviadukt zerstört. Im Juni 2013 war die Gemeinde erneut vom Hochwasser betroffen.

### Bevölkerungsentwicklung
| Jahr | Einwohner                                      | Jahr | Einwohner  |
| ---- | ---------------------------------------------- | ---- | ---------- |
| 1552 | 2 besessene(r) Mann, 2 Inwohner                | 1890 | 32         |
| 1764 | 2 besessene(r) Mann, 3 Hufen je 32–33 Scheffel | 1910 | 35         |
| 1834 | 25                                             | 1925 | 42         |
| 1871 | 24                                             | 1936 | → Bobersen |